# آرش گنجی
آرش گنجی (متولد ۱۳۶۵ تهران -) مترجم، زندانی سیاسی و منشی اسبق کانون نویسندگان ایران است.
از مهم‌ترین کتاب‌های ترجمه‌شده توسط او می‌توان «مبارزه بر سر شیوه تفکر در جنبش طبقه کارگر» و «غروب خدایان بر فراز نظم نوین جهانی» را نام برد.

## دستگیری و زندان
در یک دی سال ۱۳۹۸ آرش گنجی از سوی مأمورانی که در ابتدا خود را پستچی و پس از ورود به خانه «پلیس امنیت» معرفی کرده بودند، بازداشت و به بند ۲۰۹ زندان اوین منتقل شد. او پس از ۲۹ روز بازداشت در تاریخ ۲۹ دی ماه با قرار وثیقه ۴۵۰ میلیون تومانی آزاد شد.
او در خرداد ۱۳۹۹ در شعبه ۲۸ دادگاه انقلاب اسلامی تهران به ریاست قاضی مقیسه به «اجتماع و تبانی به قصد اقدام علیه امنیت ملی»، «تبلیغ علیه نظام» و «عضویت و همکاری با گروهک مخالف نظام» متهم و وثیقه او به ۳ میلیارد تومان افزایش پیدا کرد که باعث شد تا تودیع وثیقه جدید، دوباره راهی زندان شود.
در دی ۱۳۹۹ شعبه ۲۸ دادگاه انقلاب به ریاست قاضی عموزاده (ریاست جدید آن) گنجی را به ۱۱ سال زندان محکوم کرد. در اسفند همان سال، دادگاه تجدید نظر این حکم را عیناً تأیید کرد. وکیل مدافع او، ناصر زرافشان، عنوان کرد که تمامی این اتهام‌ها به خاطر ترجمه کتابی دربارهٔ تحولات کردستان سوریه با نام «کلید کوچک دروازه‌ای بزرگ» بوده‌است.

## آثار

### ترجمه
- کشتن موش در یکشمبه (اثر امریک پرسبرگر)
- غروب خدایان بر فراز نظم نوین جهانی (اثر اشتفان انگل)
- مبارزه بر سر شیوه تفکر در جنبش طبقه کارگر (اثر اشتفان انگل)
- نه فرشته نه مقدس (اثر اشتفان انگل)
- ناقوس فاجعه (اثر اشتفان انگل)
- کلید کوچک دروازه‌ای بزرگ: انقلاب روژاوا (گروه نویسندگان)

## واکنش‌ها
پس از صدور حکم سنگین حبس برای این مترجم، «انجمن قلم استرالیا» و «انجمن قلم آمریکا» در بیانیه‌هایی جداگانه و با بی‌معنا و ظالمانه خواندن این حکم، خواستار آزادی فوری او شده بودند.
در بیانیه انجمن قلم آمریکا آمده بود: «صدور چنین حکم سنگینی به جرم ترجمه یک کتاب توسط آرش گنجی، کاملاً بی‌معنی و نقض واضح حق بنیادین انسان‌ها برای آزادی بیان است. مجازات بی‌رحمانه نویسندگان و فعالان سیاسی و مدنی به دلیل بیان مسالمت‌آمیز دیدگاه‌های خود و یکسان شمردن نظرات انتقادی با جرایم امنیتی، اتفاقی است که مدام شتاب آن در ایران افزایش می‌یابد.»
- نامهٔ سرگشادهٔ دو نماینده آلمان به وزیر امور خارجهٔ این کشور

روز سه‌شنبه، ۳۰ دی‌ماه، نمایندگان آلمان برای تدارک کنفرانس جهانی زنان، نامهٔ سرگشاده‌ای را خطاب به وزیرامور خارجهٔ آلمان منتشر کردند و از او خواستند خواستار لغو محکومیت زندان و کلیه مراحل تعقیب آرش گنجی، مترجم و منشی کانون نویسندگان ایران، شود. این نامه علاوه بر اشاره به حکم ۱۱ سال زندان آرش گنجی، مترجم و منشی کانون نویسندگان ایران، و همچنین تنها مصداق سه اتهام او به شرایط سه عضو زندانی کانون نویسندگان ایران، رضا خندان (مهابادی)، بکتاش آبتین و کیوان باژن، نیز پرداخته‌است.